# Franz Andreas Meyer

Andreas Meyer

Franz Andreas Meyer (* 6. Dezember 1837 in Hamburg; † 17. März 1901 in Bad Wildungen; vollständiger Name: Franz Ferdinand Carl Andreas Meyer) war ein deutscher Bauingenieur und Baubeamter, der von 1872 bis 1901 neben dem langjährigen Leiter des Hamburger Hochbauwesens Carl Johann Christian Zimmermann maßgeblich das Erscheinungsbild der Stadt Hamburg mitprägte. Er wird vor allem als Schöpfer der Speicherstadt gewürdigt.

## Herkunft
Meyers Familie war seit einigen Generationen in Hamburg ansässig. Sein Vater Ferdinand Wilhelm Meyer (1800–1862) war ein Kaufmann, der 1851 infolge konjunktureller Schwierigkeiten sein Geschäft aufgeben musste. Eduard Meyer und Kuno Meyer waren Vettern von Franz Andreas Meyer.

## Leben
Meyer wuchs in Hamburg auf. Nach dem Besuch der Knaben-Vorschule von Elise Averdieck wechselte er 1846 auf die Gelehrtenschule des Johanneums. Er verließ 1854 vorzeitig die Schule, um sich an der Polytechnischen Schule Hannover einzuschreiben. Während seines Studiums wurde er von einem seiner Lehrer, Conrad Wilhelm Hase, entscheidend geprägt, und er schloss sich der Hannoverschen Architekturschule an, nach deren Vorstellungen er zeitlebens baute. Nach erfolgreicher Beendigung seines Studiums 1858 war er zuerst ein Jahr im Büro von Conrad Wilhelm Hase tätig und wechselte dann zur Generaldirektion der Königlich Hannöverschen Staatseisenbahnen, um am Bau des Packhofs mitzuwirken. Anschließend ging er nach Bremerhaven und führte dort den Bau des Hauptbahnhofs in Geestemünde mit aus.
Er kehrte nach Hamburg zurück, als er 1862 eine Anstellung bei der Schifffahrts- und Hafendeputation erlangte. In den folgenden fünf Jahren war Meyer vor allem an den Arbeiten zur Errichtung des neuen Sandtorhafens und an der neuen Vermessung der Elbe von Ritzebüttel bis Hamburg beteiligt. 1865 wurde Meyer zum Ingenieur und technischen Bürochef unter Wasserbaudirektor Johannes Dalmann (1823–1875) ernannt. Als die Position des Bezirksingenieurs der Innerenstadt frei wurde, wechselte Meyer 1868 innerhalb der Baudeputation. Im selben Jahr heiratete er Antonie Mathilde Goßler (1848–1920), eine Nichte des Hamburger Senators Hermann Goßler.

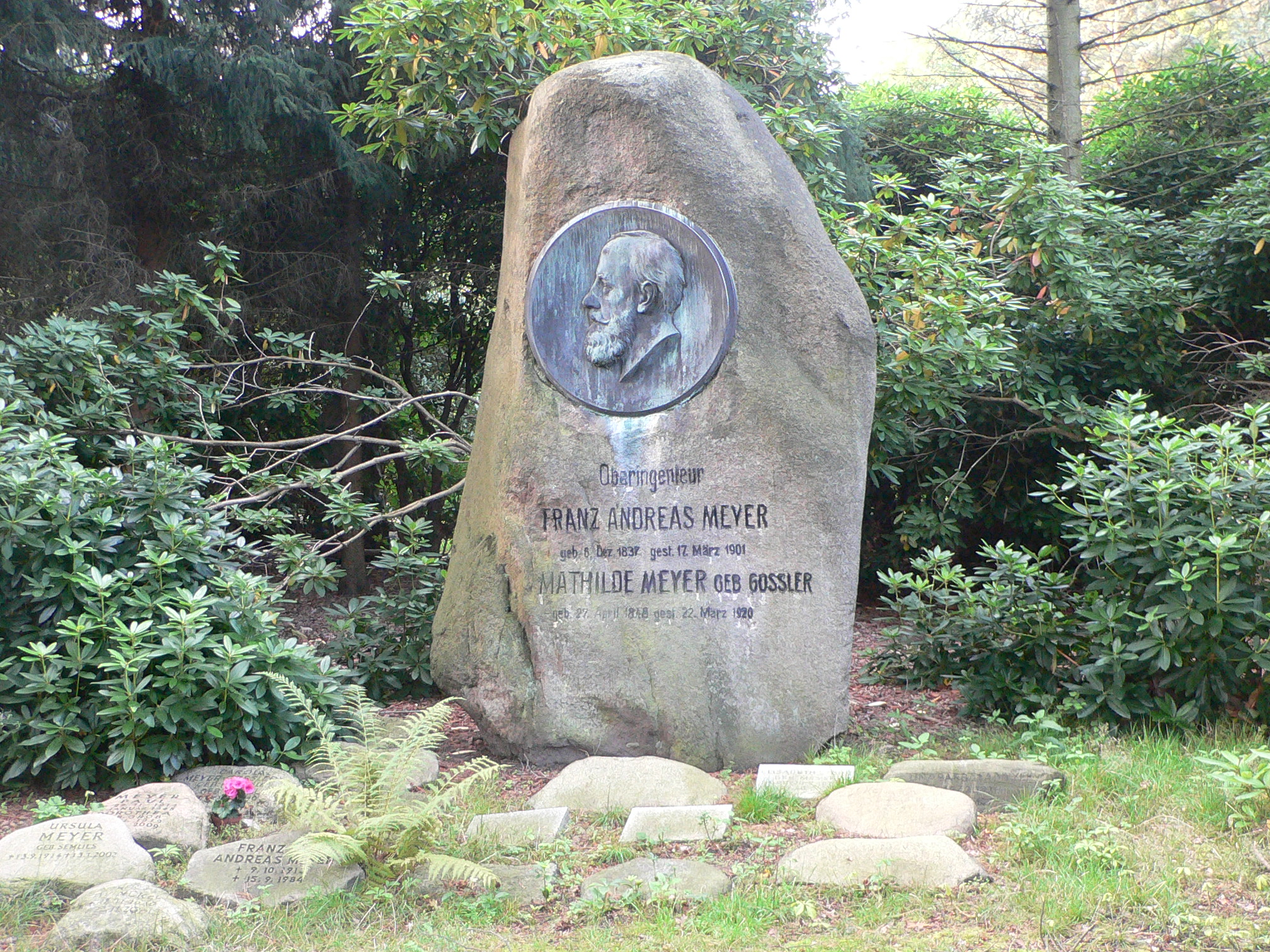
Franz Andreas Meyers Grab auf dem Ohlsdorfer Friedhof

Nachdem sein Vorgesetzter Christian Wilhelm Plath (1820–1894) 1872 in den Ruhestand gegangen war, wurde Meyer zum Oberingenieur ernannt. Er war damit für die Verkehrs- und öffentlichen Anlagen, die Ingenieurbauten der Stadt und des Gebietes, einschließlich des dazugehörigen Wasser- und Brückenbaus, der Be- und Entwässerung und für das Vermessungswesen mit den Plänen der Stadterweiterung zuständig. In dieser Position prägte er Hamburg bis zu seinem frühen Tod. Meyer starb mit 63 Jahren, nachdem er sich zur Linderung seiner akuten Beschwerden zu einem befreundeten Arzt nach Bad Wildungen begeben hatte. Meyer war Mitglied im Hamburger Künstlerverein von 1832.

## Speicherstadt
Als sich 1883 der Bau der Speicherstadt konkretisierte, wurde Meyer zum obersten Planer und Gestalter der Speicherstadt, zum einen deshalb, weil die Baudeputation mit der ingenieurtechnischen Planung und Durchführung des Projektes beauftragt wurde, zum anderen, weil Meyer daneben Berater der Hamburger Freihafen-Lagerhaus-Gesellschaft war, die 1885 neugegründet worden war, um den Bau und den Betrieb der Speichergebäude zu gewährleisten. Als Berater konnte er den beteiligten Architekten Wilhelm Emil Meerwein, Bernhard Georg Hanssen, Hugo Stammann (1831–1909) und Gustav Zinnow (1846–1934) detaillierte gestalterische Vorgaben machen, die diese umzusetzen hatten.

## Öffentliche Bauten und Anlagen
Während seiner Dienstzeit wuchs die Hamburger Bevölkerung von 200.000 auf 700.000 Menschen an. Das machte vielfältige neue Bauten notwendig. Die Mehrzahl der Bauten wurden von Mitarbeitern Meyers ausgeführt, über die er die Aufsicht hatte. Einige wichtige Bauten entwarf Meyer selbst; dazu zählen die Trostbrücke, die Heiligengeistbrücke, die Feenteichbrücke, die Krugkoppelbrücke, die Brooksbrücke, die Schwanenwikbrücke und die Hohe Brücke. Im Bereich Wasserkunst zählt der Vierländerin-Brunnen dazu. Bei der Renovierung des Schlosses Bergedorf von 1897 bis 1901 war Meyer federführend.
Die Einrichtung von Anlagen, die der Volksgesundheit dienten, standen im besonderen Interesse Meyers. So plante er 1886 die Alsterbadeanstalt an der Lombardsbrücke und das 1897 gebaute Stadtbad Hohe Weide in Hamburg-Eimsbüttel. Die 1893 fertiggestellte Wasserfiltrationsanlage auf Kaltehofe hatte Meyer schon Mitte der 1880er Jahre geplant. Er griff dabei ein Projekt auf, das 1860 schon William Lindley gefordert hatte. Die Hamburgische Bürgerschaft stoppte und verzögerte auch diesmal das Vorhaben. Erst nachdem während der Choleraepidemie von 1892 über 8.600 Tote vor allem aufgrund des ungefilterten Wassers zu beklagen waren, wurde der Bau mit Hilfe von Soldaten umgesetzt und ein Betriebsgebäude mit Laboren zur Kontrolle der Wasserqualität errichtet.
Auch für die Mehrzahl der innerstädtischen Parkanlagen zeichnete Meyer verantwortlich. Er plante die Uferbereiche des Alsterparks, gestaltete die Hamburger Wallanlagen neu, war stark an der Gestaltung des Friedhofs Ohlsdorf beteiligt und erbaute den Innocentiapark sowie den Park vor dem Eppendorfer Krankenhaus.
Meyer erarbeitete einen Generalplan für Hamburg, um die Voraussetzungen für die Errichtung von Wasserleitungen und anderen Versorgungsnetzen schaffen zu können. Dieser nach mehrjähriger Vorarbeit 1896 fertiggestellte Entwurf hatte später die Funktion eines Bebauungsplanes, da geplante öffentliche Plätze, Kanäle und Eisenbahnlinien bereits eingezeichnet waren. Auch der zukünftige Platz des Hamburger Stadtparks war dort schon vorgesehen.

## Würdigung
Meyer war neben Lindley und Fritz Schumacher eine der prägendsten Figuren, die das architektonische Gesamtbild des heutigen Hamburgs mitgestalteten. Auch sein weitgehend umgesetzter Generalplan von 1896 legte dafür die Grundlagen. Dennoch verblasste sein Ansehen relativ schnell, vor allem deshalb, weil die Hannoversche Architekturschule in Hamburg wenig beliebt war. Am Rathausneubau war er nicht beteiligt. International war Meyer ein gefragter Fachmann. So schuf er als Auftragsarbeit im Jahre 1900 eine Verbrennungsanstalt für Warschau und beriet die Stadt Straßburg 1878 bei ihrer geplanten Stadterweiterung. Auch an den Erweiterungen der Kieler Hafenanlagen aufgrund der Eröffnung des Nord-Ostsee-Kanals wirkte Meyer mit.

## Ehrungen
Die Andreas-Meyer-Brücke und die Andreas-Meyer-Straße in Hamburg-Billbrook sind zu seinem Andenken benannt. Die Andreasstraße in Hamburg-Winterhude wurde vom privaten Erbauer Sierich zum Dank für Meyers Ratschläge bei der Erschließung 1866 nach ihm benannt.